# Caridina devaneyi
Caridina devaneyi е вид десетоного от семейство Atyidae.

## Разпространение
Видът е разпространен във Фиджи.